# Christian Ludwig Endriβ
Christian Ludwig Endriß (Nürtingen, Alemanha, 13 de abril de 1855 - São Paulo (cidade), Brasil, 11 de janeiro de 1897), mais conhecido pelo nome brasileiro Christiano Endres, foi um imigrante alemão, artífice, mestre calceteiro e empresário da construção civil que se destacou na antiga província de São Paulo, Reino do Brasil, em especial, sendo um dos principais responsáveis pela construção e/ou supervisionamento da estrada velha de Santos, também conhecida como estrada da Maioridade, estrada do Vergueiro, Anchieta velha e Serra velha (hoje Rodovia Caminhos do Mar - SP-148), Rua da Glória, na Liberdade (1856), entulhamento do buraco unido à muralha do Carmo (Hoje avenida Rangel Pestana) (1858), estrada da Penha  (1865), obra do Porto Geral  (1866), estrada da Capital à Freguesia da Penha (1870), dentre outros, tendo trabalhado em conjunto com os primeiros engenheiros (inspetores de obras) do Brasil, tais como Carlos Rath e William Elliot. É o patriarca da linhagem de sobrenome Endres no Estado de São Paulo, cuja descendência direta dá nome a "Vila Endres" (bairro), na avenida Carlos Ferreira Endres, localizada na cidade de Guarulhos.
Seu nome pode ser também encontrado em alemão como Christian Ludwig Enderess e Christian Enderess. Em português como Cristiano Endres, Christiano Enderess, Christiano Enderes, Christiano Enderez ou Christiano Enders.

## Chegada ao Brasil

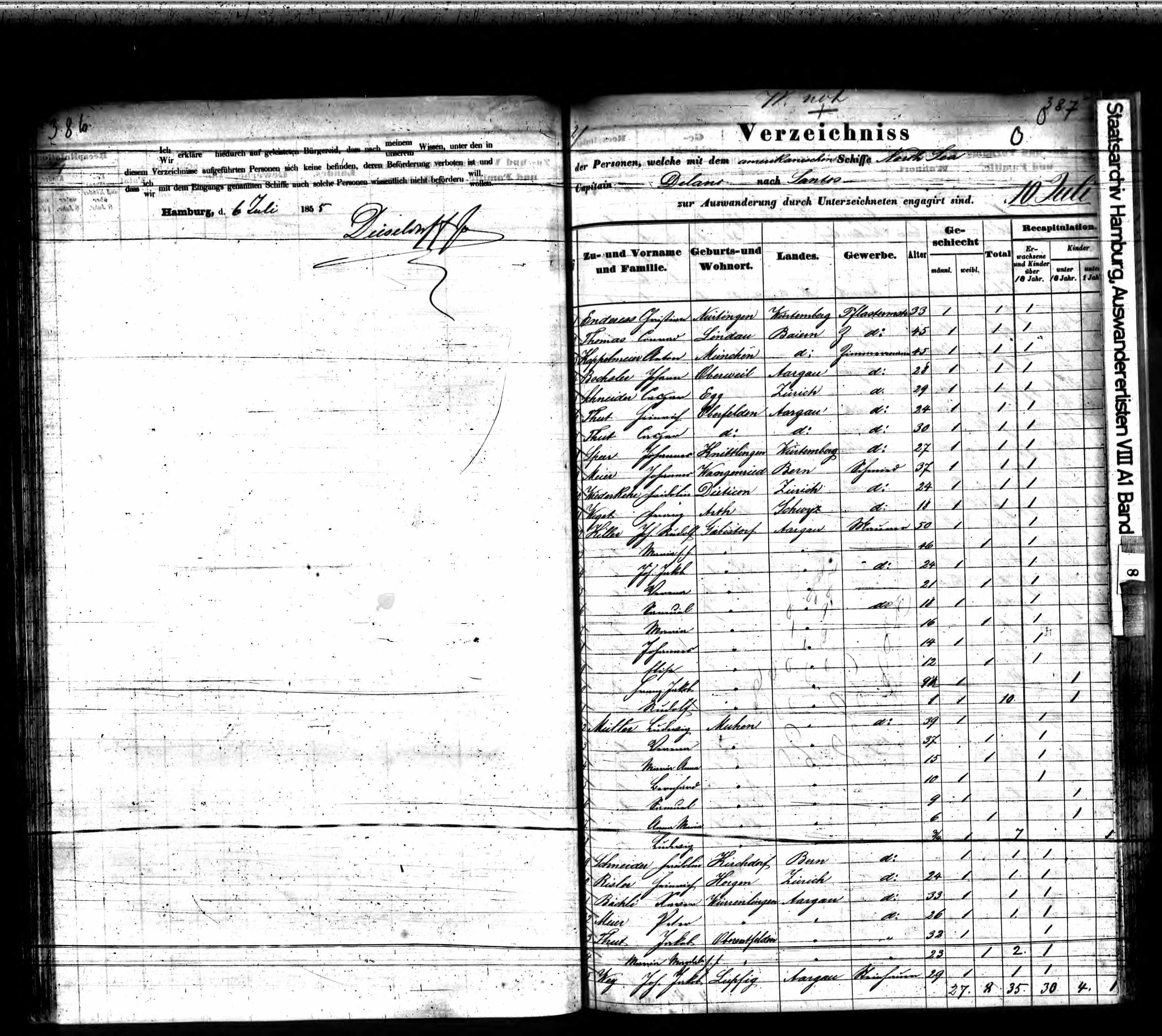
Lista de Passageiros Saindo de Hamburg em 1855

Em meados do século XIX, a cidade de São Paulo crescia em decorrência do setor comercial próspero e dos investimentos públicos direcionados à capital. Esse desenvolvimento demandava a construção de estradas e exigia ampliação do sistema de abastecimento de água, melhoria nos acessos através de pontes e a implantação de equipamentos urbanos.
A partir de 1850 foram grandes os esforços para implementar obras na capital. Começaram a ser construídos em São Paulo os edifícios públicos necessários para absorver a demanda populacional e o crescimento urbano. Com esse novo panorama o governo provincial não tinha outra opção a não ser importar mão-de-obra para construção civil, assim como fez com os trabalhadores para a lavoura cafeeira.

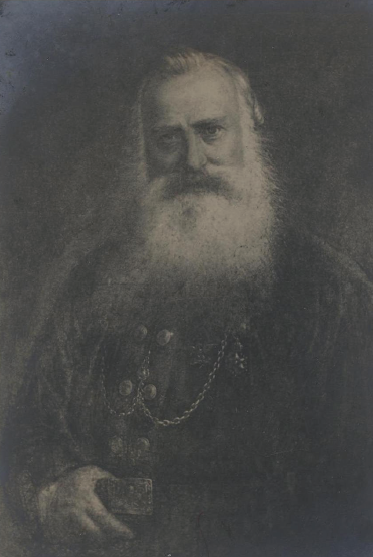
Carlos Rath - um dos engenheiros (inspetor) que Christiano Endres trabalhou

Os efeitos do fim do tráfico de escravos já foram sentidos em 1852. A opção feita pelo governo provincial de São Paulo na década de 1850 foi trazer imigrantes da Europa, alemães em sua maioria. Para tanto, contratou a Vergueiro & Companhia, empresa do senador Vergueiro que já fazia habitualmente o agenciamento dos imigrantes alemães para as fazendas de café no interior do estado. Em 1854, portanto, depois de renovar o contrato com a Vergueiro & Companhia para a vinda de colonos germânicos para as fazendas, o governo provincial propõem ao Vergueiro a feitura de um novo contrato. Neste, a empresa deveria trazer operários para trabalhar em obras públicas na capital e nas estradas da província.
Foram 350 os artífices da construção civil contratados na Europa e que atuaram em São Paulo a partir de 1855. Destes, contabilizava-se 204 alemães. Esses profissionais atuaram na construção de uma nova cidade que começava a se configurar em 1850, amplamente fotografada em 1862 pelo fotógrafo Militão Augusto de Azevedo. Os artífices alemães foram preferidos em relação a outros povos por terem um conhecimento técnico apropriado para as reformas urbanas e estradas. Dentre os alemães, se encontrava Christian Ludwig Endriß, à época com 33 anos de idade. Sua vinda se deu por meio do navio americano vapor North Sea, do capitão Delano e secretário marítimo M. Valentin, saindo do porto de Hamburg na data de 10 de julho de 1855 e chegando ao porto de Santos. No Brasil, teve como sócio Francisco de Siqueira Queiroz no ramo da construção civil.
Outros alemães notáveis vieram à época, tais como Cristiano Seechrist, João Roos, Valentino Kanz e Conrad Thomas. Esses são alguns entre tantos outros nomes de operários alemães inscritos nas folhas de férias e pagamentos das diversas obras públicas ocorridas na capital naquele momento. Foi a mão-de-obra alemã preferencialmente escolhida por inspetores e engenheiros de obra, como Carlos Rath e William Elliot.

## História da Vila Endres (bairro) na cidade de Guarulhos

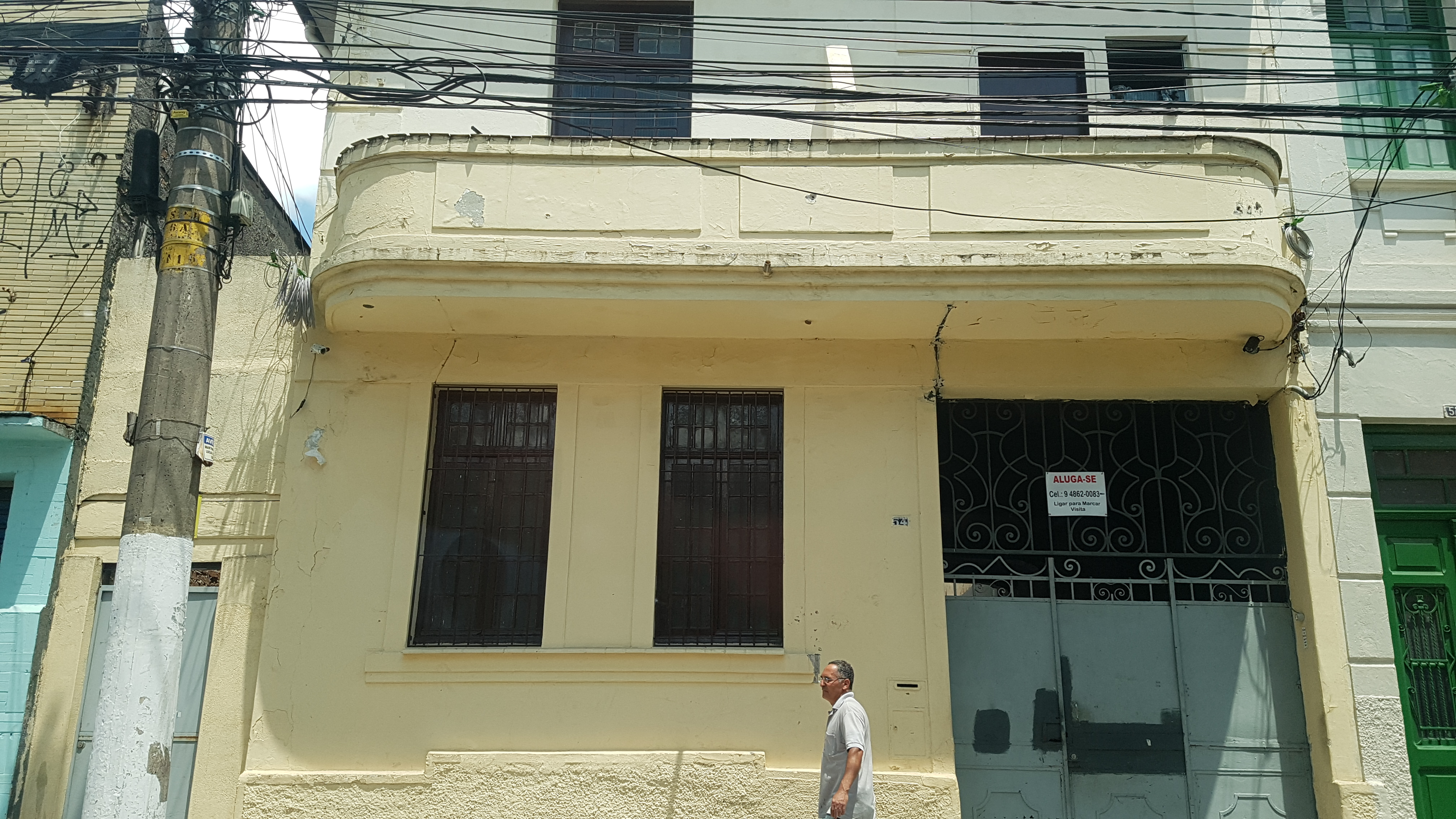
Foto do local onde Christiano Endres residiu com sua família - Rua São Leopoldo, nº 54, Bairro Belenzinho, São Paulo, CEP 03.055-000

Christian Ludwig Endriß se casou no Brasil com Anna Maria Endres (1833-1917), tendo os seguintes filhos: Anna Endres, Maria Endres, Rosalina Endres, José Leopoldo Endres, Adolpho Otto Endres, Carlos Endres, Augusta Endres e Thereza Endres.
Sua família, filhos e netos se estabeleceram pelos bairros paulistanos do Brás e Belenzinho, bem como na cidade de Guarulhos. No entanto, é por meio de seu descendente Carlos Endres (1874-1937) que surgiu a denominada Vila Endres (bairro) na cidade de Guarulhos. Carlos Endres foi o responsável por adquirir um sítio na cidade de Guarulhos, indo suas terras da área onde existia à época a Industria Olivetti (hoje Shopping Internacional de Guarulhos) até o rio Itabegica e Cabuçu (divisa com o município de São Paulo). Tal compra decorreu dos reflexos da revolução de 1924. Em sua propriedade, juntamente com Cavadas e Ferreira, amigos de longa data, Carlos Endres instituiu, de forma periódica, corridas de cavalos, onde vinham puros-sangue de todo local do Estado para competição.
Com o passar do tempo, os três amigos decidiram urbanizar o local utilizado para as corridas, tendo Carlos Endres dividido suas terras em chácaras e Cavadas e Ferreira em lotes urbanos. Uma das várias ruas decorrentes deste desmembramento passou a se chamar "Rua Endres" e outra "Rua Cavadas". Também surgiu a "Avenida Ferreira & Endres", que atualmente é chamada de "Avenida Carlos Ferreira Endres". Em verdade, a figura histórica de Carlos Ferreira Endres nunca existiu, sendo a junção do nome de Carlos Endres e seu amigo Ferreira, em homenagem ao outrora empreendimento realizado em prol da população paulista.
Carlos Endres foi um dos primeiros proprietários de um veículo automotor na cidade de Guarulhos e frequentemente passava as férias com sua família na praia com o intuito de promover o turismo para a cidade de Guarulhos. Carlos Endres casou-se com Auta Veiga Endres (1876-1945), tendo os seguintes filhos: Armando Endres, Carlos Endres Filho, Luiz Endres, Helena Endres, Antonieta Endres e Auta Endres.

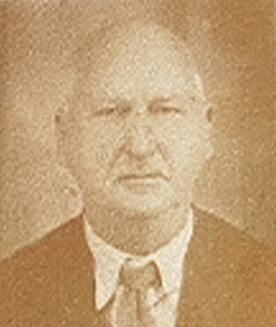
Carlos Endres, que dá nome à Vila Endres, na cidade de Guarulhos (foto 1)
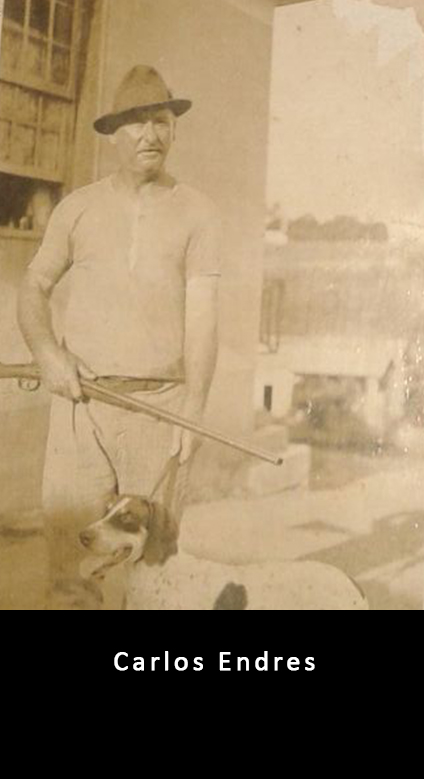
Carlos Endres (foto 2)
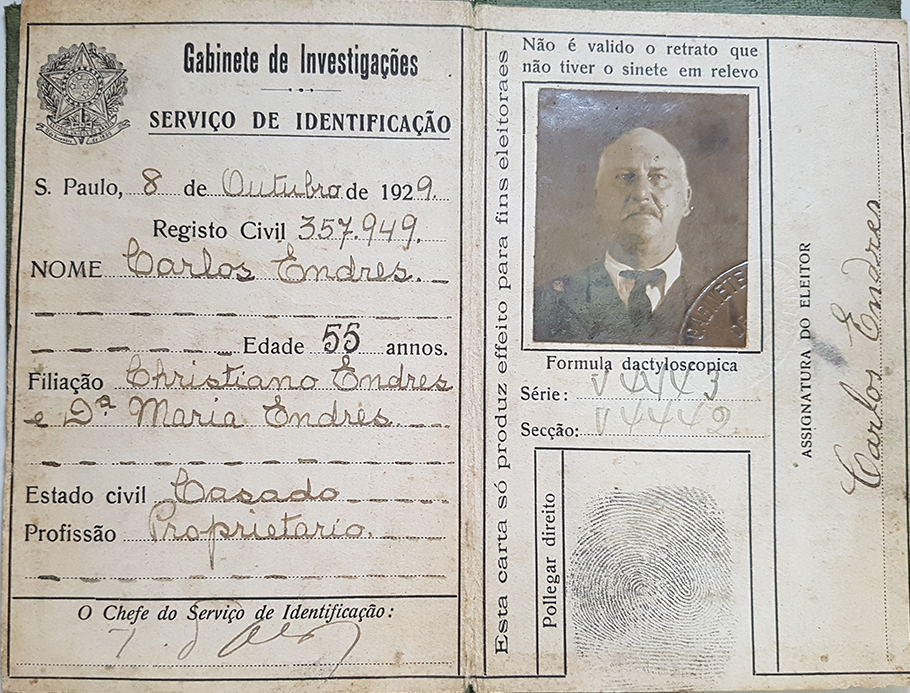
Documento pessoal de Carlos Endres
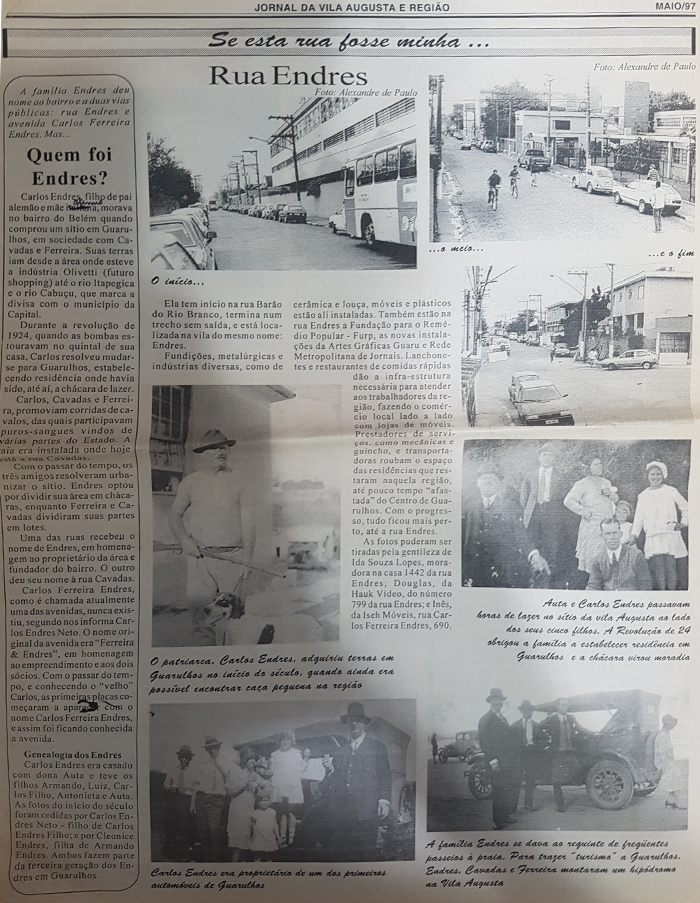
Publicação de 1997 sobre a origem da Rua Endres - Jornal da Vila Augusta (Guarulhos)
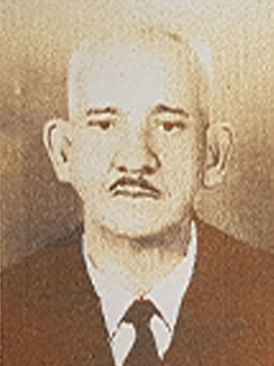
Carlos Endres Filho, um dos filhos de Carlos Endres
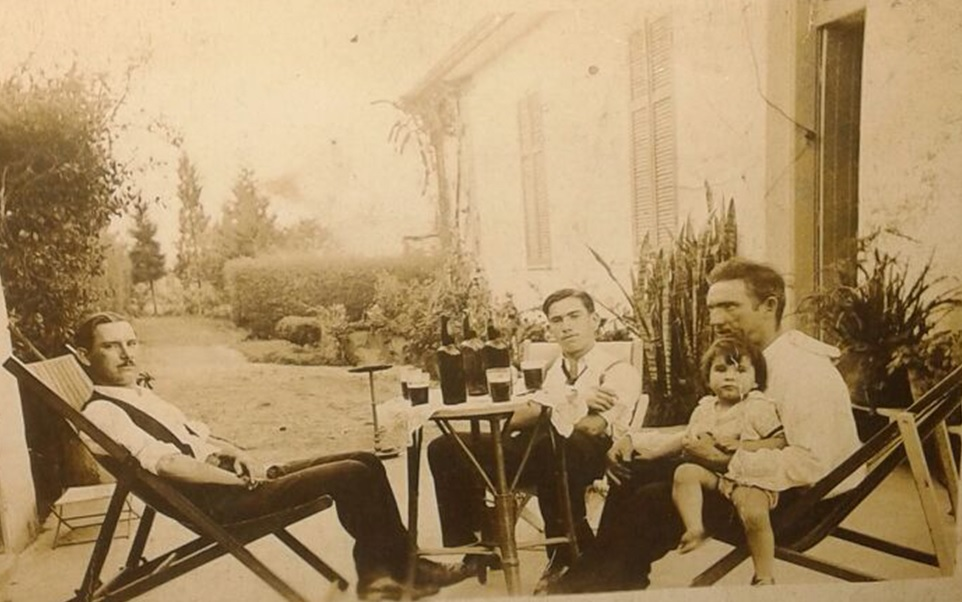
Armando Endres, Luiz Endres, Carlos Endres Filho e Celso Christiano Endres (colo)
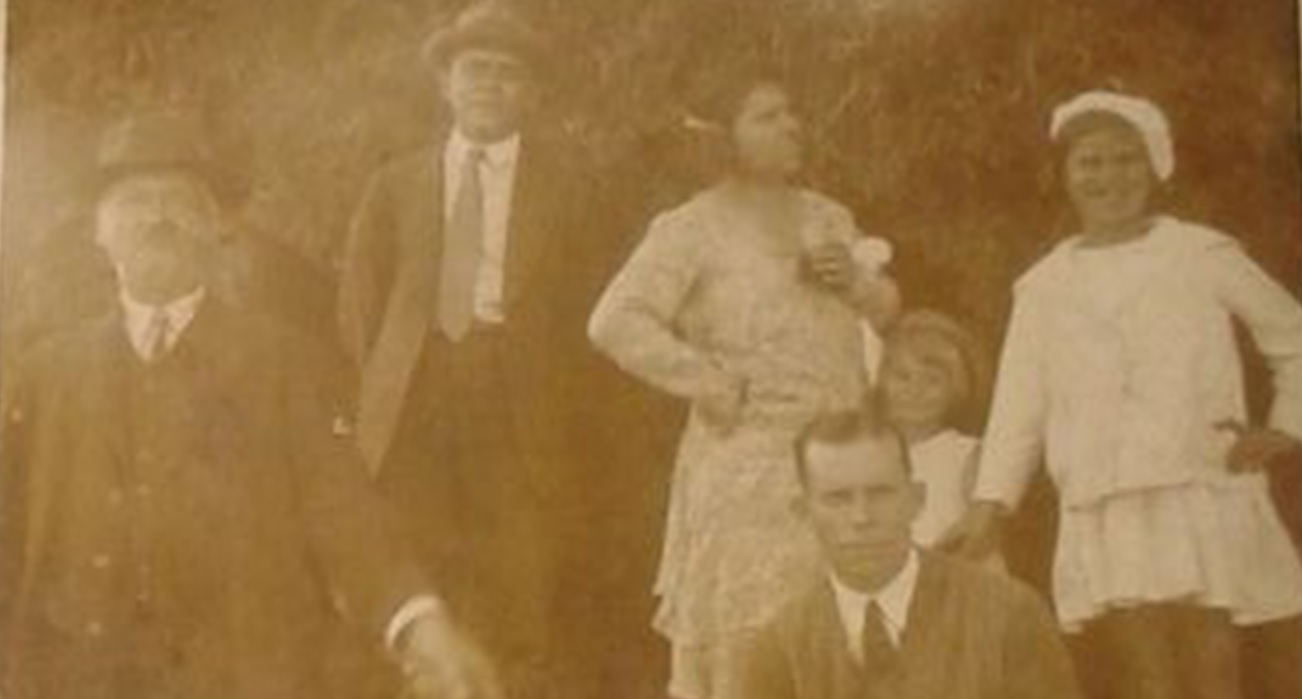
Carlos Endres com Auta Endres e família no sítio de lazer em Guarulhos. A revolução de 1924 (revolução paulista) fez se mudarem de São Paulo (bairro do Belém)
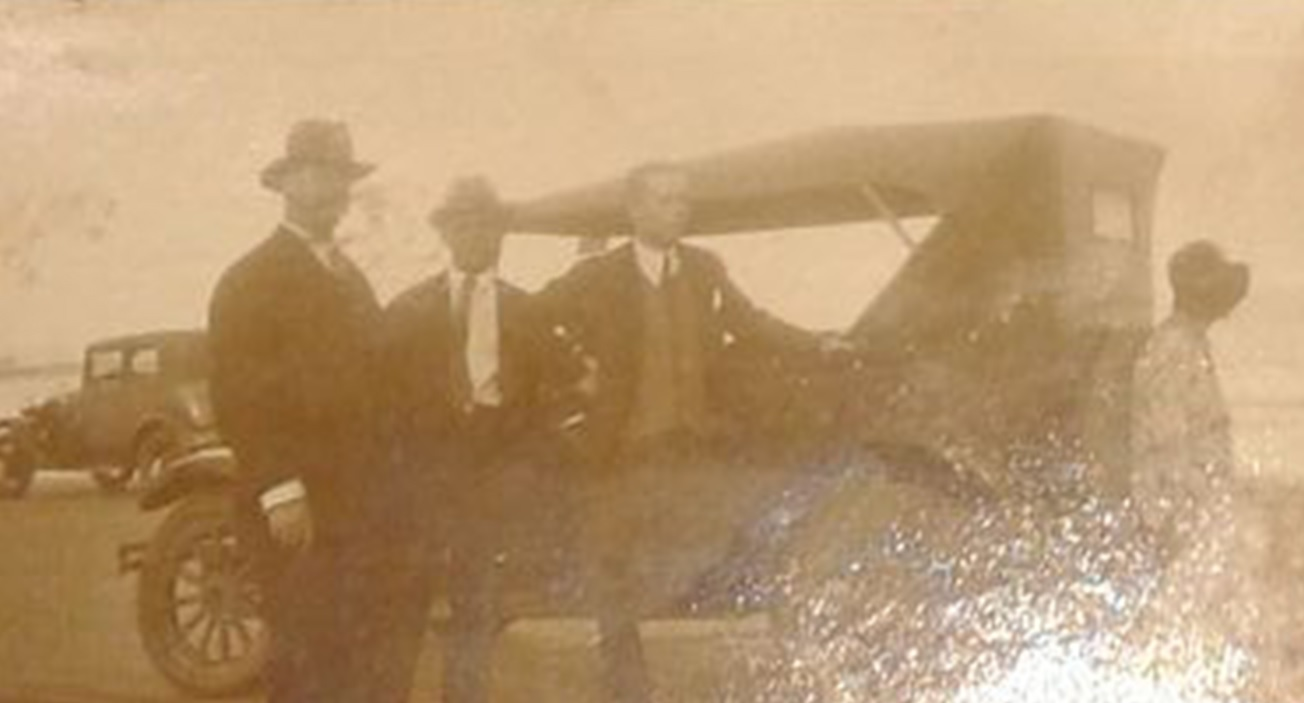
Carlos Endres e amigos na praia
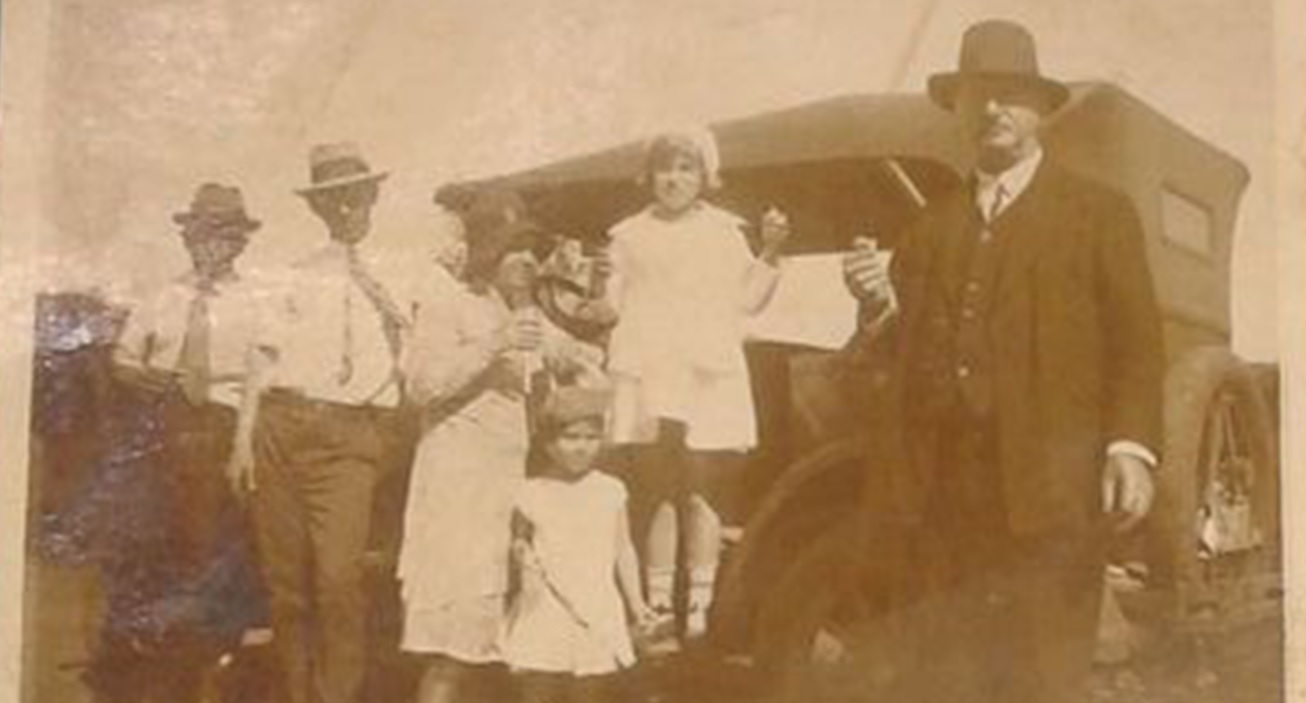
Carlos Endres e família. Ao fundo seu veículo, um dos primeiros de Guarulhos

## Patriarca do braço paulista da família Endres

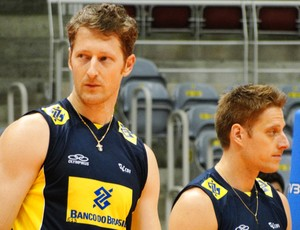
Gustavo e Murilo Endres - jogadores de vôlei da seleção brasileira

Cristiano Endres é um dos poucos imigrantes alemães que desembarcaram no Estado de São Paulo com o sobrenome Enderess (Endriß), sendo, deste modo, um dos patriarcas da "família Endres" hoje existente no Estado de São Paulo.
Por meio do navio americano vapor North Sea, do capitão Delano e secretário marítimo M. Valentin, bem como outros vapores da época (Merck, Eduard & Elise, Johanne Elisabet, Johanne Elisabeth, Johanne Hansing, Margaretha & Elise, Boussole, Willnch, Willinck), saindo tanto do porto de Hamburg, como de Bremen, diversos integrantes de nome Enderess (em alemão gótico - Endriß) residentes na Alemanha chegaram ao Brasil (Estado de São Paulo e Rio Grande do Sul) e aos Estados Unidos da América.
Dentre as diversas cidades originárias dos integrantes do nome Enderess e suas variações (Endriß, Enders, Endress, Endres), destaca-se Nürtingen, no distrito de Esslingen, na região administrativa de Estugarda, Estado de Baden-Württemberg, cidade natal de Christiano Endres.
Uma das maiores concentrações do sobrenome Endres no Brasil pode ser encontrada no Estado do Rio Grande do Sul, na qual não possui qualquer relação com o braço paulista de Christiano Endres, cuja família (braço do Rio Grande do Sul) é originária de outra imigração alemã que houve à época para o Brasil (ancestral patriarca - Peter Joseph Endres, Liesenich, distrito (Kreis ou Landkreis) de Cochem-Zell, no estado da Renânia-Palatinado, Alemanha), inclusive, onde descende os atletas brasileiros de vólei de quadra da seleção brasileira Gustavo Endres e Murilo Endres.

## Genealogia de Christiano Endres (Christian Ludwig Endriß)
|  |  |                         |                         | Philipp David Endriß (1761 - 1808) | Philipp David Endriß (1761 - 1808) | Philipp David Endriß (1761 - 1808) | Philipp David Endriß (1761 - 1808) | Philipp David Endriß (1761 - 1808) | Philipp David Endriß (1761 - 1808) |                                                 |                                                 |                                                 |                                                 |                                                 |                                                 | Ursula Katharina Fadriß (desconhecido) | Ursula Katharina Fadriß (desconhecido) | Ursula Katharina Fadriß (desconhecido) | Ursula Katharina Fadriß (desconhecido) | Ursula Katharina Fadriß (desconhecido) | Ursula Katharina Fadriß (desconhecido) |                                       |                                       | Johann Georg Bopplen (1759 - 1805) | Johann Georg Bopplen (1759 - 1805) | Johann Georg Bopplen (1759 - 1805) | Johann Georg Bopplen (1759 - 1805) | Johann Georg Bopplen (1759 - 1805) | Johann Georg Bopplen (1759 - 1805) |                                        |                                        |                                        |                                        |                                        |                                        | Maria Magdalena Bopplen (1763-1838) | Maria Magdalena Bopplen (1763-1838) | Maria Magdalena Bopplen (1763-1838) | Maria Magdalena Bopplen (1763-1838) | Maria Magdalena Bopplen (1763-1838) | Maria Magdalena Bopplen (1763-1838) |                              |                              |                        |                        |                                 |                                 |                                 |                                 |                                 |                                 |  |  |                            |                            |                            |                            |                            |                            |  |  |  |  |  |  |  |  |  |  |  |  |  |  |
|  |  |                         |                         | Philipp David Endriß (1761 - 1808) | Philipp David Endriß (1761 - 1808) | Philipp David Endriß (1761 - 1808) | Philipp David Endriß (1761 - 1808) | Philipp David Endriß (1761 - 1808) | Philipp David Endriß (1761 - 1808) |                                                 |                                                 |                                                 |                                                 |                                                 |                                                 | Ursula Katharina Fadriß (desconhecido) | Ursula Katharina Fadriß (desconhecido) | Ursula Katharina Fadriß (desconhecido) | Ursula Katharina Fadriß (desconhecido) | Ursula Katharina Fadriß (desconhecido) | Ursula Katharina Fadriß (desconhecido) |                                       |                                       | Johann Georg Bopplen (1759 - 1805) | Johann Georg Bopplen (1759 - 1805) | Johann Georg Bopplen (1759 - 1805) | Johann Georg Bopplen (1759 - 1805) | Johann Georg Bopplen (1759 - 1805) | Johann Georg Bopplen (1759 - 1805) |                                        |                                        |                                        |                                        |                                        |                                        | Maria Magdalena Bopplen (1763-1838) | Maria Magdalena Bopplen (1763-1838) | Maria Magdalena Bopplen (1763-1838) | Maria Magdalena Bopplen (1763-1838) | Maria Magdalena Bopplen (1763-1838) | Maria Magdalena Bopplen (1763-1838) |                              |                              |                        |                        |                                 |                                 |                                 |                                 |                                 |                                 |  |  |                            |                            |                            |                            |                            |                            |  |  |  |  |  |  |  |  |  |  |  |  |  |  |
|  |  |                         |                         |                                    |                                    |                                    |                                    |                                    |                                    |                                                 |                                                 |                                                 |                                                 |                                                 |                                                 |                                        |                                        |                                        |                                        |                                        |                                        |                                       |                                       |                                    |                                    |                                    |                                    |                                    |                                    |                                        |                                        |                                        |                                        |                                        |                                        |                                     |                                     |                                     |                                     |                                     |                                     |                              |                              |                        |                        |                                 |                                 |                                 |                                 |                                 |                                 |  |  |                            |                            |                            |                            |                            |                            |  |  |  |  |  |  |  |  |  |  |  |  |  |  |
|  |  |                         |                         |                                    |                                    |                                    |                                    |                                    |                                    | Christoph David Enderess (Endriß) (1789 - 1876) | Christoph David Enderess (Endriß) (1789 - 1876) | Christoph David Enderess (Endriß) (1789 - 1876) | Christoph David Enderess (Endriß) (1789 - 1876) | Christoph David Enderess (Endriß) (1789 - 1876) | Christoph David Enderess (Endriß) (1789 - 1876) |                                        |                                        |                                        |                                        |                                        |                                        |                                       |                                       |                                    |                                    |                                    |                                    |                                    |                                    | Rosina Magdalena Bopplen (1786 - 1858) | Rosina Magdalena Bopplen (1786 - 1858) | Rosina Magdalena Bopplen (1786 - 1858) | Rosina Magdalena Bopplen (1786 - 1858) | Rosina Magdalena Bopplen (1786 - 1858) | Rosina Magdalena Bopplen (1786 - 1858) |                                     |                                     |                                     |                                     |                                     |                                     |                              |                              |                        |                        |                                 |                                 |                                 |                                 |                                 |                                 |  |  |                            |                            |                            |                            |                            |                            |  |  |  |  |  |  |  |  |  |  |  |  |  |  |
|  |  |                         |                         |                                    |                                    |                                    |                                    |                                    |                                    | Christoph David Enderess (Endriß) (1789 - 1876) | Christoph David Enderess (Endriß) (1789 - 1876) | Christoph David Enderess (Endriß) (1789 - 1876) | Christoph David Enderess (Endriß) (1789 - 1876) | Christoph David Enderess (Endriß) (1789 - 1876) | Christoph David Enderess (Endriß) (1789 - 1876) |                                        |                                        |                                        |                                        |                                        |                                        |                                       |                                       |                                    |                                    |                                    |                                    |                                    |                                    | Rosina Magdalena Bopplen (1786 - 1858) | Rosina Magdalena Bopplen (1786 - 1858) | Rosina Magdalena Bopplen (1786 - 1858) | Rosina Magdalena Bopplen (1786 - 1858) | Rosina Magdalena Bopplen (1786 - 1858) | Rosina Magdalena Bopplen (1786 - 1858) |                                     |                                     |                                     |                                     |                                     |                                     |                              |                              |                        |                        |                                 |                                 |                                 |                                 |                                 |                                 |  |  |                            |                            |                            |                            |                            |                            |  |  |  |  |  |  |  |  |  |  |  |  |  |  |
|  |  |                         |                         |                                    |                                    |                                    |                                    |                                    |                                    |                                                 |                                                 |                                                 |                                                 |                                                 |                                                 |                                        |                                        |                                        |                                        |                                        |                                        |                                       |                                       |                                    |                                    |                                    |                                    |                                    |                                    |                                        |                                        |                                        |                                        |                                        |                                        |                                     |                                     |                                     |                                     |                                     |                                     |                              |                              |                        |                        |                                 |                                 |                                 |                                 |                                 |                                 |  |  |                            |                            |                            |                            |                            |                            |  |  |  |  |  |  |  |  |  |  |  |  |  |  |
|  |  |                         |                         |                                    |                                    |                                    |                                    |                                    |                                    |                                                 |                                                 |                                                 |                                                 |                                                 |                                                 |                                        |                                        |                                        |                                        |                                        |                                        |                                       |                                       |                                    |                                    |                                    |                                    |                                    |                                    |                                        |                                        |                                        |                                        |                                        |                                        |                                     |                                     |                                     |                                     |                                     |                                     |                              |                              |                        |                        |                                 |                                 |                                 |                                 |                                 |                                 |  |  |                            |                            |                            |                            |                            |                            |  |  |  |  |  |  |  |  |  |  |  |  |  |  |
|  |  |                         |                         |                                    |                                    | Christiana Margaretha Endriß       | Christiana Margaretha Endriß       | Christiana Margaretha Endriß       | Christiana Margaretha Endriß       | Christiana Margaretha Endriß                    | Christiana Margaretha Endriß                    |                                                 |                                                 | Karl Wilhelm Endriß                             | Karl Wilhelm Endriß                             | Karl Wilhelm Endriß                    | Karl Wilhelm Endriß                    | Karl Wilhelm Endriß                    | Karl Wilhelm Endriß                    |                                        |                                        |                                       |                                       |                                    |                                    | Katharine Friederike Endriß        | Katharine Friederike Endriß        | Katharine Friederike Endriß        | Katharine Friederike Endriß        | Katharine Friederike Endriß            | Katharine Friederike Endriß            |                                        |                                        | Luise Dorothee Endriß                  | Luise Dorothee Endriß                  | Luise Dorothee Endriß               | Luise Dorothee Endriß               | Luise Dorothee Endriß               | Luise Dorothee Endriß               |                                     |                                     | Karolina Rosina Endriß       | Karolina Rosina Endriß       | Karolina Rosina Endriß | Karolina Rosina Endriß | Karolina Rosina Endriß          | Karolina Rosina Endriß          |                                 |                                 |                                 |                                 |  |  |                            |                            |                            |                            |                            |                            |  |  |  |  |  |  |  |  |  |  |  |  |  |  |
|  |  |                         |                         |                                    |                                    | Christiana Margaretha Endriß       | Christiana Margaretha Endriß       | Christiana Margaretha Endriß       | Christiana Margaretha Endriß       | Christiana Margaretha Endriß                    | Christiana Margaretha Endriß                    |                                                 |                                                 | Karl Wilhelm Endriß                             | Karl Wilhelm Endriß                             | Karl Wilhelm Endriß                    | Karl Wilhelm Endriß                    | Karl Wilhelm Endriß                    | Karl Wilhelm Endriß                    |                                        |                                        |                                       |                                       |                                    |                                    | Katharine Friederike Endriß        | Katharine Friederike Endriß        | Katharine Friederike Endriß        | Katharine Friederike Endriß        | Katharine Friederike Endriß            | Katharine Friederike Endriß            |                                        |                                        | Luise Dorothee Endriß                  | Luise Dorothee Endriß                  | Luise Dorothee Endriß               | Luise Dorothee Endriß               | Luise Dorothee Endriß               | Luise Dorothee Endriß               |                                     |                                     | Karolina Rosina Endriß       | Karolina Rosina Endriß       | Karolina Rosina Endriß | Karolina Rosina Endriß | Karolina Rosina Endriß          | Karolina Rosina Endriß          |                                 |                                 |                                 |                                 |  |  |                            |                            |                            |                            |                            |                            |  |  |  |  |  |  |  |  |  |  |  |  |  |  |
|  |  |                         |                         |                                    |                                    |                                    |                                    |                                    |                                    |                                                 |                                                 |                                                 |                                                 |                                                 |                                                 |                                        |                                        | Christian Ludwig Endriß (1822 - 1897)  | Christian Ludwig Endriß (1822 - 1897)  | Christian Ludwig Endriß (1822 - 1897)  | Christian Ludwig Endriß (1822 - 1897)  | Christian Ludwig Endriß (1822 - 1897) | Christian Ludwig Endriß (1822 - 1897) |                                    |                                    |                                    |                                    |                                    |                                    | Anna Maria Endres (1833-1917)          | Anna Maria Endres (1833-1917)          | Anna Maria Endres (1833-1917)          | Anna Maria Endres (1833-1917)          | Anna Maria Endres (1833-1917)          | Anna Maria Endres (1833-1917)          |                                     |                                     |                                     |                                     |                                     |                                     |                              |                              |                        |                        |                                 |                                 |                                 |                                 |                                 |                                 |  |  |                            |                            |                            |                            |                            |                            |  |  |  |  |  |  |  |  |  |  |  |  |  |  |
|  |  |                         |                         |                                    |                                    |                                    |                                    |                                    |                                    |                                                 |                                                 |                                                 |                                                 |                                                 |                                                 |                                        |                                        | Christian Ludwig Endriß (1822 - 1897)  | Christian Ludwig Endriß (1822 - 1897)  | Christian Ludwig Endriß (1822 - 1897)  | Christian Ludwig Endriß (1822 - 1897)  | Christian Ludwig Endriß (1822 - 1897) | Christian Ludwig Endriß (1822 - 1897) |                                    |                                    |                                    |                                    |                                    |                                    | Anna Maria Endres (1833-1917)          | Anna Maria Endres (1833-1917)          | Anna Maria Endres (1833-1917)          | Anna Maria Endres (1833-1917)          | Anna Maria Endres (1833-1917)          | Anna Maria Endres (1833-1917)          |                                     |                                     |                                     |                                     |                                     |                                     |                              |                              |                        |                        |                                 |                                 |                                 |                                 |                                 |                                 |  |  |                            |                            |                            |                            |                            |                            |  |  |  |  |  |  |  |  |  |  |  |  |  |  |
|  |  |                         |                         |                                    |                                    |                                    |                                    |                                    |                                    |                                                 |                                                 |                                                 |                                                 |                                                 |                                                 |                                        |                                        |                                        |                                        |                                        |                                        |                                       |                                       |                                    |                                    |                                    |                                    |                                    |                                    |                                        |                                        |                                        |                                        |                                        |                                        |                                     |                                     |                                     |                                     |                                     |                                     |                              |                              |                        |                        |                                 |                                 |                                 |                                 |                                 |                                 |  |  |                            |                            |                            |                            |                            |                            |  |  |  |  |  |  |  |  |  |  |  |  |  |  |
|  |  |                         |                         |                                    |                                    |                                    |                                    |                                    |                                    |                                                 |                                                 |                                                 |                                                 |                                                 |                                                 |                                        |                                        |                                        |                                        |                                        |                                        |                                       |                                       |                                    |                                    |                                    |                                    |                                    |                                    |                                        |                                        |                                        |                                        |                                        |                                        |                                     |                                     |                                     |                                     |                                     |                                     |                              |                              |                        |                        |                                 |                                 |                                 |                                 |                                 |                                 |  |  |                            |                            |                            |                            |                            |                            |  |  |  |  |  |  |  |  |  |  |  |  |  |  |
|  |  |                         |                         |                                    |                                    |                                    |                                    |                                    |                                    |                                                 |                                                 |                                                 |                                                 |                                                 |                                                 |                                        |                                        |                                        |                                        |                                        |                                        |                                       |                                       |                                    |                                    |                                    |                                    |                                    |                                    |                                        |                                        |                                        |                                        |                                        |                                        |                                     |                                     |                                     |                                     |                                     |                                     |                              |                              |                        |                        |                                 |                                 |                                 |                                 |                                 |                                 |  |  |                            |                            |                            |                            |                            |                            |  |  |  |  |  |  |  |  |  |  |  |  |  |  |
|  |  | Maria Endres (1864 - ?) | Maria Endres (1864 - ?) | Maria Endres (1864 - ?)            | Maria Endres (1864 - ?)            | Maria Endres (1864 - ?)            | Maria Endres (1864 - ?)            |                                    |                                    | Rosalina Endres (1866 - 1941)                   | Rosalina Endres (1866 - 1941)                   | Rosalina Endres (1866 - 1941)                   | Rosalina Endres (1866 - 1941)                   | Rosalina Endres (1866 - 1941)                   | Rosalina Endres (1866 - 1941)                   |                                        |                                        | José Leopoldo Endres (1868 - ?)        | José Leopoldo Endres (1868 - ?)        | José Leopoldo Endres (1868 - ?)        | José Leopoldo Endres (1868 - ?)        | José Leopoldo Endres (1868 - ?)       | José Leopoldo Endres (1868 - ?)       |                                    |                                    |                                    |                                    |                                    |                                    | Adolpho Otto Endres (1870 - 1947)      | Adolpho Otto Endres (1870 - 1947)      | Adolpho Otto Endres (1870 - 1947)      | Adolpho Otto Endres (1870 - 1947)      | Adolpho Otto Endres (1870 - 1947)      | Adolpho Otto Endres (1870 - 1947)      |                                     |                                     | Augusta Endres (1876 - 1946)        | Augusta Endres (1876 - 1946)        | Augusta Endres (1876 - 1946)        | Augusta Endres (1876 - 1946)        | Augusta Endres (1876 - 1946) | Augusta Endres (1876 - 1946) |                        |                        | Thereza Endres (1877 - 1937)    | Thereza Endres (1877 - 1937)    | Thereza Endres (1877 - 1937)    | Thereza Endres (1877 - 1937)    | Thereza Endres (1877 - 1937)    | Thereza Endres (1877 - 1937)    |  |  | Anna Endres (1862 - 1957)  | Anna Endres (1862 - 1957)  | Anna Endres (1862 - 1957)  | Anna Endres (1862 - 1957)  | Anna Endres (1862 - 1957)  | Anna Endres (1862 - 1957)  |  |  |  |  |  |  |  |  |  |  |  |  |  |  |
|  |  | Maria Endres (1864 - ?) | Maria Endres (1864 - ?) | Maria Endres (1864 - ?)            | Maria Endres (1864 - ?)            | Maria Endres (1864 - ?)            | Maria Endres (1864 - ?)            |                                    |                                    | Rosalina Endres (1866 - 1941)                   | Rosalina Endres (1866 - 1941)                   | Rosalina Endres (1866 - 1941)                   | Rosalina Endres (1866 - 1941)                   | Rosalina Endres (1866 - 1941)                   | Rosalina Endres (1866 - 1941)                   |                                        |                                        | José Leopoldo Endres (1868 - ?)        | José Leopoldo Endres (1868 - ?)        | José Leopoldo Endres (1868 - ?)        | José Leopoldo Endres (1868 - ?)        | José Leopoldo Endres (1868 - ?)       | José Leopoldo Endres (1868 - ?)       |                                    |                                    |                                    |                                    |                                    |                                    | Adolpho Otto Endres (1870 - 1947)      | Adolpho Otto Endres (1870 - 1947)      | Adolpho Otto Endres (1870 - 1947)      | Adolpho Otto Endres (1870 - 1947)      | Adolpho Otto Endres (1870 - 1947)      | Adolpho Otto Endres (1870 - 1947)      |                                     |                                     | Augusta Endres (1876 - 1946)        | Augusta Endres (1876 - 1946)        | Augusta Endres (1876 - 1946)        | Augusta Endres (1876 - 1946)        | Augusta Endres (1876 - 1946) | Augusta Endres (1876 - 1946) |                        |                        | Thereza Endres (1877 - 1937)    | Thereza Endres (1877 - 1937)    | Thereza Endres (1877 - 1937)    | Thereza Endres (1877 - 1937)    | Thereza Endres (1877 - 1937)    | Thereza Endres (1877 - 1937)    |  |  | Anna Endres (1862 - 1957)  | Anna Endres (1862 - 1957)  | Anna Endres (1862 - 1957)  | Anna Endres (1862 - 1957)  | Anna Endres (1862 - 1957)  | Anna Endres (1862 - 1957)  |  |  |  |  |  |  |  |  |  |  |  |  |  |  |
|  |  |                         |                         |                                    |                                    |                                    |                                    |                                    |                                    |                                                 |                                                 |                                                 |                                                 |                                                 |                                                 |                                        |                                        |                                        |                                        |                                        |                                        |                                       |                                       | Carlos Endres (1874 - 1937)        | Carlos Endres (1874 - 1937)        | Carlos Endres (1874 - 1937)        | Carlos Endres (1874 - 1937)        | Carlos Endres (1874 - 1937)        | Carlos Endres (1874 - 1937)        |                                        |                                        |                                        |                                        |                                        |                                        | Auta Veiga Endres (1876-1945)       | Auta Veiga Endres (1876-1945)       | Auta Veiga Endres (1876-1945)       | Auta Veiga Endres (1876-1945)       | Auta Veiga Endres (1876-1945)       | Auta Veiga Endres (1876-1945)       |                              |                              |                        |                        |                                 |                                 |                                 |                                 |                                 |                                 |  |  |                            |                            |                            |                            |                            |                            |  |  |  |  |  |  |  |  |  |  |  |  |  |  |
|  |  |                         |                         |                                    |                                    |                                    |                                    |                                    |                                    |                                                 |                                                 |                                                 |                                                 |                                                 |                                                 |                                        |                                        |                                        |                                        |                                        |                                        |                                       |                                       | Carlos Endres (1874 - 1937)        | Carlos Endres (1874 - 1937)        | Carlos Endres (1874 - 1937)        | Carlos Endres (1874 - 1937)        | Carlos Endres (1874 - 1937)        | Carlos Endres (1874 - 1937)        |                                        |                                        |                                        |                                        |                                        |                                        | Auta Veiga Endres (1876-1945)       | Auta Veiga Endres (1876-1945)       | Auta Veiga Endres (1876-1945)       | Auta Veiga Endres (1876-1945)       | Auta Veiga Endres (1876-1945)       | Auta Veiga Endres (1876-1945)       |                              |                              |                        |                        |                                 |                                 |                                 |                                 |                                 |                                 |  |  |                            |                            |                            |                            |                            |                            |  |  |  |  |  |  |  |  |  |  |  |  |  |  |
|  |  |                         |                         |                                    |                                    |                                    |                                    |                                    |                                    |                                                 |                                                 |                                                 |                                                 |                                                 |                                                 |                                        |                                        |                                        |                                        |                                        |                                        |                                       |                                       |                                    |                                    |                                    |                                    |                                    |                                    |                                        |                                        |                                        |                                        |                                        |                                        |                                     |                                     |                                     |                                     |                                     |                                     |                              |                              |                        |                        |                                 |                                 |                                 |                                 |                                 |                                 |  |  |                            |                            |                            |                            |                            |                            |  |  |  |  |  |  |  |  |  |  |  |  |  |  |
|  |  |                         |                         |                                    |                                    |                                    |                                    |                                    |                                    |                                                 |                                                 |                                                 |                                                 |                                                 |                                                 |                                        |                                        |                                        |                                        |                                        |                                        |                                       |                                       |                                    |                                    |                                    |                                    |                                    |                                    |                                        |                                        |                                        |                                        |                                        |                                        |                                     |                                     |                                     |                                     |                                     |                                     |                              |                              |                        |                        |                                 |                                 |                                 |                                 |                                 |                                 |  |  |                            |                            |                            |                            |                            |                            |  |  |  |  |  |  |  |  |  |  |  |  |  |  |
|  |  |                         |                         |                                    |                                    |                                    |                                    |                                    |                                    |                                                 |                                                 |                                                 |                                                 |                                                 |                                                 |                                        |                                        |                                        |                                        |                                        |                                        |                                       |                                       |                                    |                                    |                                    |                                    |                                    |                                    |                                        |                                        |                                        |                                        |                                        |                                        |                                     |                                     |                                     |                                     |                                     |                                     |                              |                              |                        |                        |                                 |                                 |                                 |                                 |                                 |                                 |  |  |                            |                            |                            |                            |                            |                            |  |  |  |  |  |  |  |  |  |  |  |  |  |  |
|  |  |                         |                         |                                    |                                    |                                    |                                    |                                    |                                    |                                                 |                                                 |                                                 |                                                 | Armando Endres (1898 - 1973)                    | Armando Endres (1898 - 1973)                    | Armando Endres (1898 - 1973)           | Armando Endres (1898 - 1973)           | Armando Endres (1898 - 1973)           | Armando Endres (1898 - 1973)           |                                        |                                        | Luiz Endres (1918 - 1984)             | Luiz Endres (1918 - 1984)             | Luiz Endres (1918 - 1984)          | Luiz Endres (1918 - 1984)          | Luiz Endres (1918 - 1984)          | Luiz Endres (1918 - 1984)          |                                    |                                    | Carlos Endres Filho (1910 - 1976)      | Carlos Endres Filho (1910 - 1976)      | Carlos Endres Filho (1910 - 1976)      | Carlos Endres Filho (1910 - 1976)      | Carlos Endres Filho (1910 - 1976)      | Carlos Endres Filho (1910 - 1976)      |                                     |                                     | Helena Endres (? - 1990)            | Helena Endres (? - 1990)            | Helena Endres (? - 1990)            | Helena Endres (? - 1990)            | Helena Endres (? - 1990)     | Helena Endres (? - 1990)     |                        |                        | Antonieta Endres (desconhecido) | Antonieta Endres (desconhecido) | Antonieta Endres (desconhecido) | Antonieta Endres (desconhecido) | Antonieta Endres (desconhecido) | Antonieta Endres (desconhecido) |  |  | Auta Endres (desconhecido) | Auta Endres (desconhecido) | Auta Endres (desconhecido) | Auta Endres (desconhecido) | Auta Endres (desconhecido) | Auta Endres (desconhecido) |  |  |  |  |  |  |  |  |  |  |  |  |  |  |

## Falecimento de Christiano Endres (Christian Ludwig Endriß)
Cristiano Endres faleceu na data de 10 de janeiro de 1897, sendo enterrado no dia 11 de janeiro de 1897, aos 74 anos de idade, por problemas cardíacos. Sua sepultura é considerada uma das primeiras do cemitério do Brás, localizada na Rua 1, na Quadra Geral (6ª) dos adultos, sepultura nº 23 (lado esquerdo). "O local demonstra bem a organização caótica deste cemitério à época. Novas sepulturas foram sendo abertas, ladeando o túmulo aqui e ali a ponto de deixá-lo completamente encaixotado, dificultando a visão do visitante. A alegoria semi-ajoelhada pede, com doçura, aos céus pela alma dos que estão ali. Ao que tudo indica, pelo estilo da escultura, esta imagem foi colocada anos depois para dar um toque de beleza à sepultura".

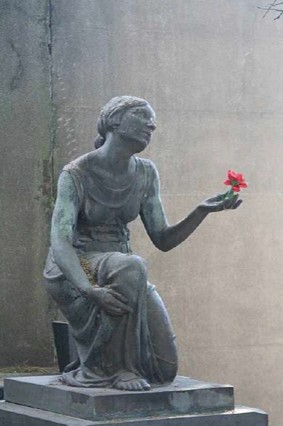
Sepultura de Cristiano Endres (foto 1)
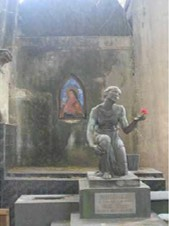
Sepultura de Cristiano Endres (foto 2)

## Imagem das obras e documentos históricos

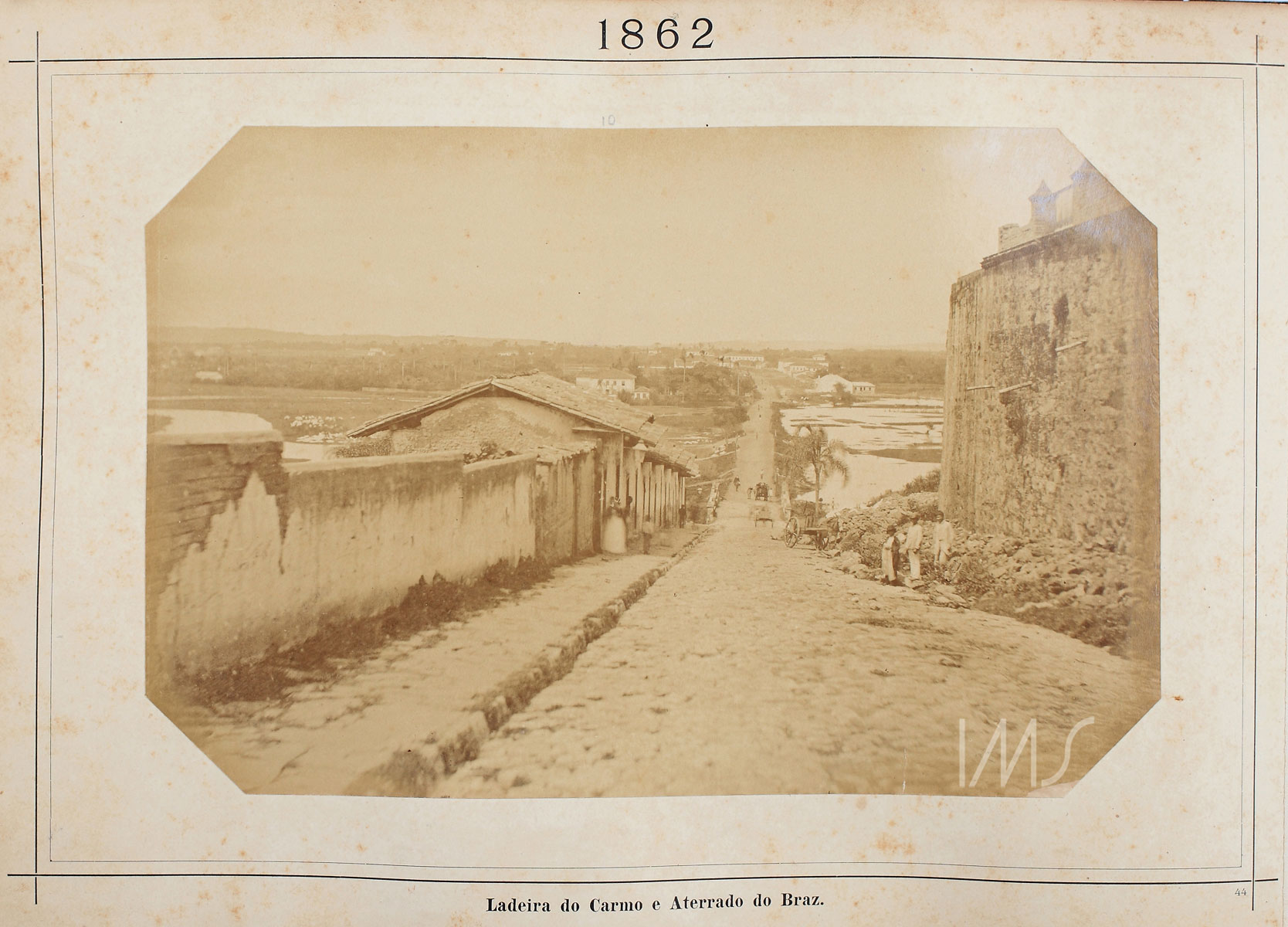
Ladeira do Carmo e Aterrado do Braz 1862 - fotógrafo Militão Augusto de Azevedo
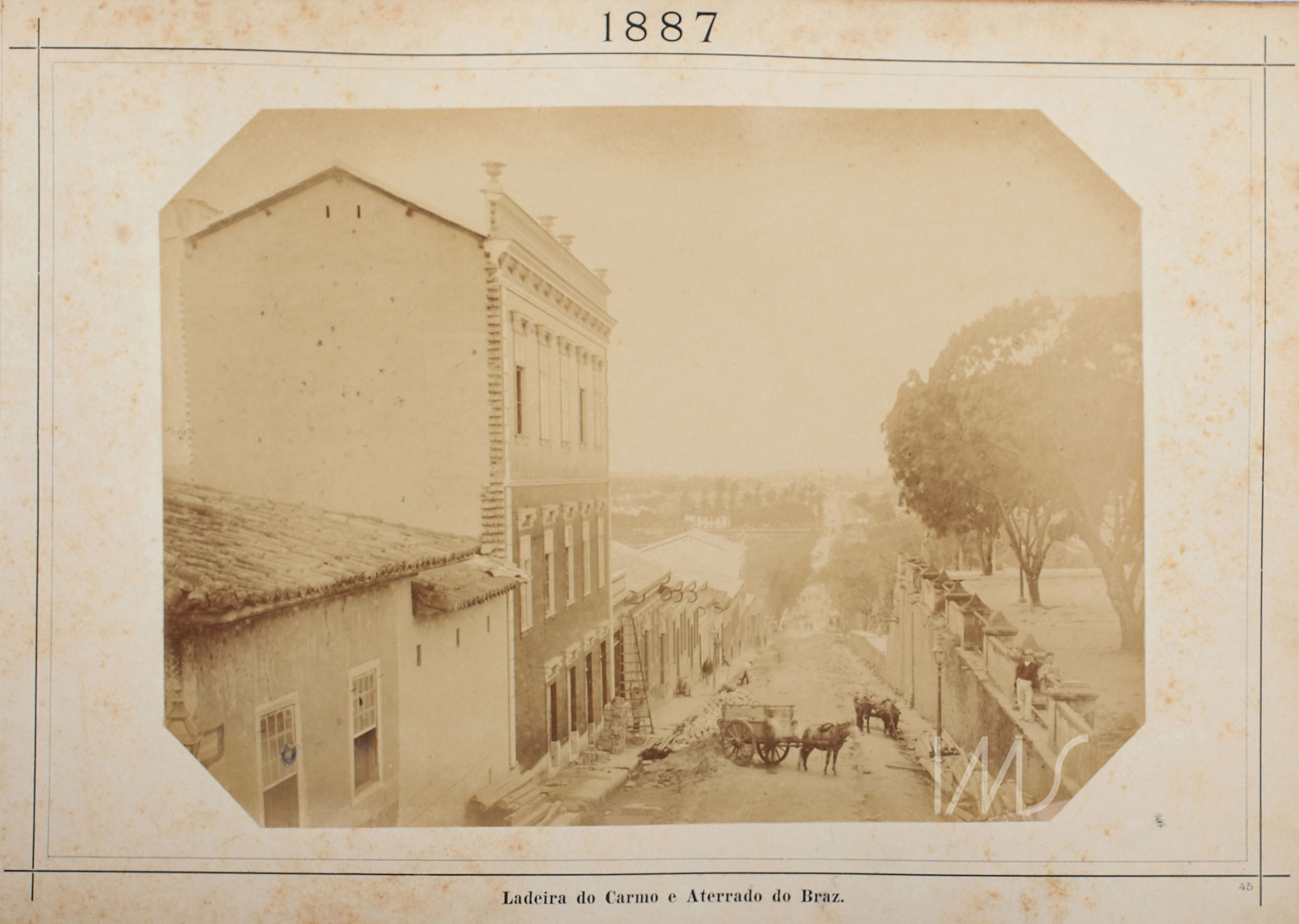
Ladeira do Carmo e Aterrado do Braz 1887- fotógrafo Militão Augusto de Azevedo
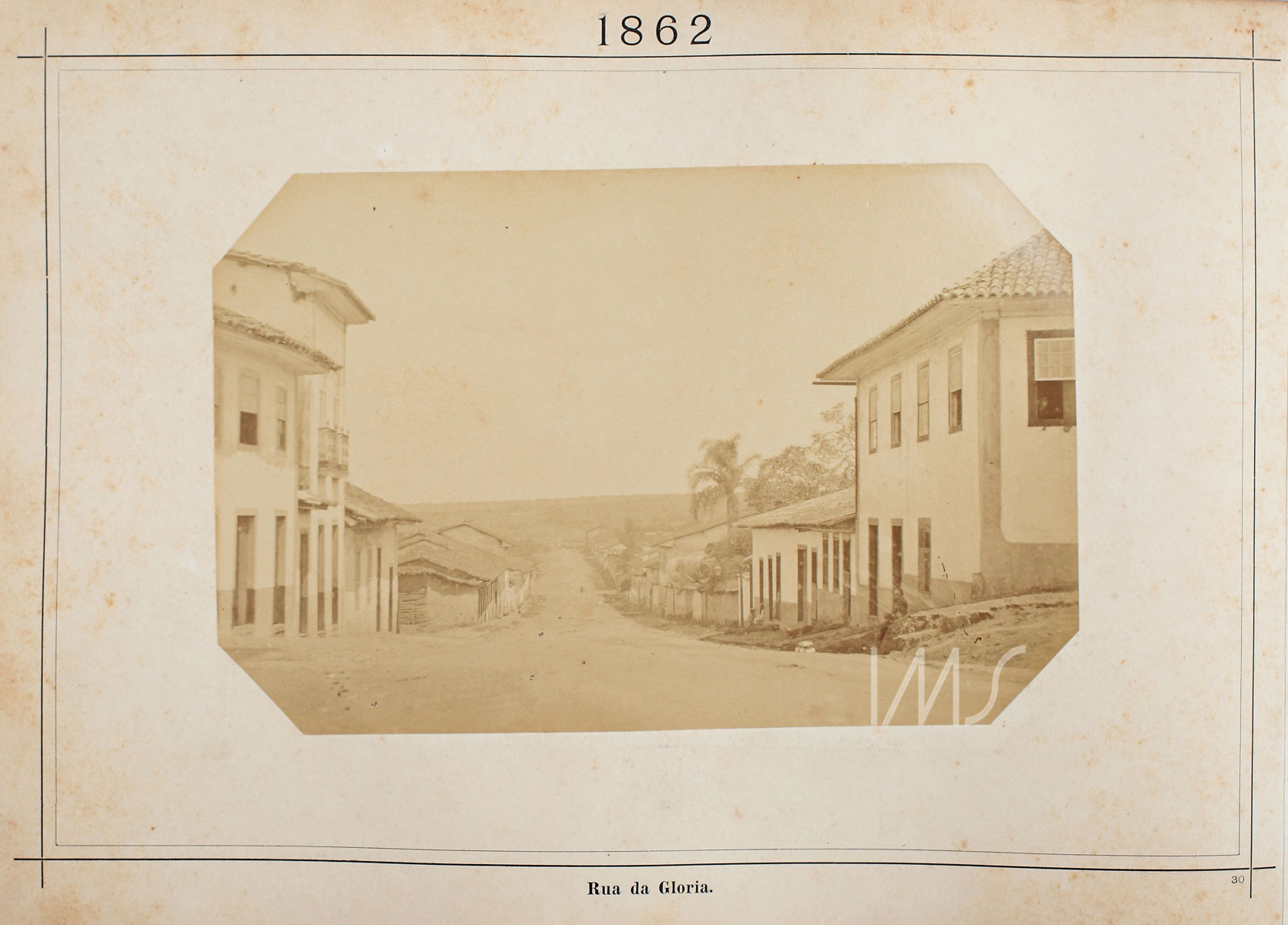
Rua da Glória em 1862- fotógrafo Militão Augusto de Azevedo
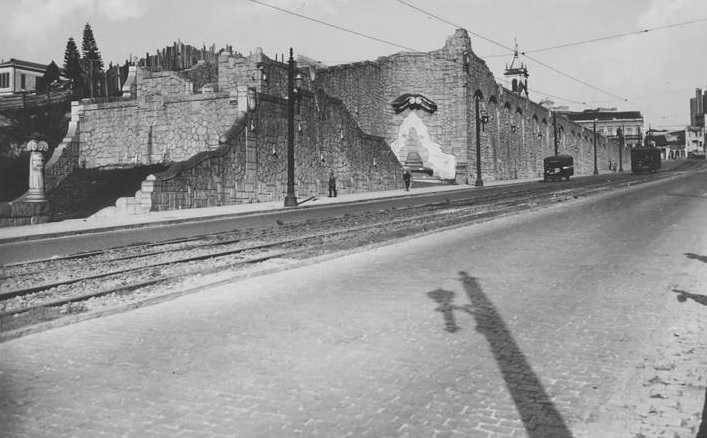
Muralha do carmo - acervo da biblioteca Mario de Andrade
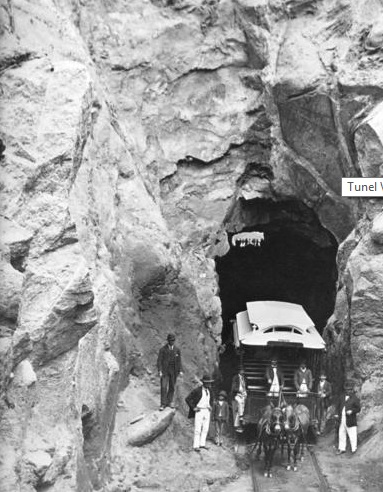
Construção da estrada do Vergueiro (Velha Anchieta ou estrada de Santos)
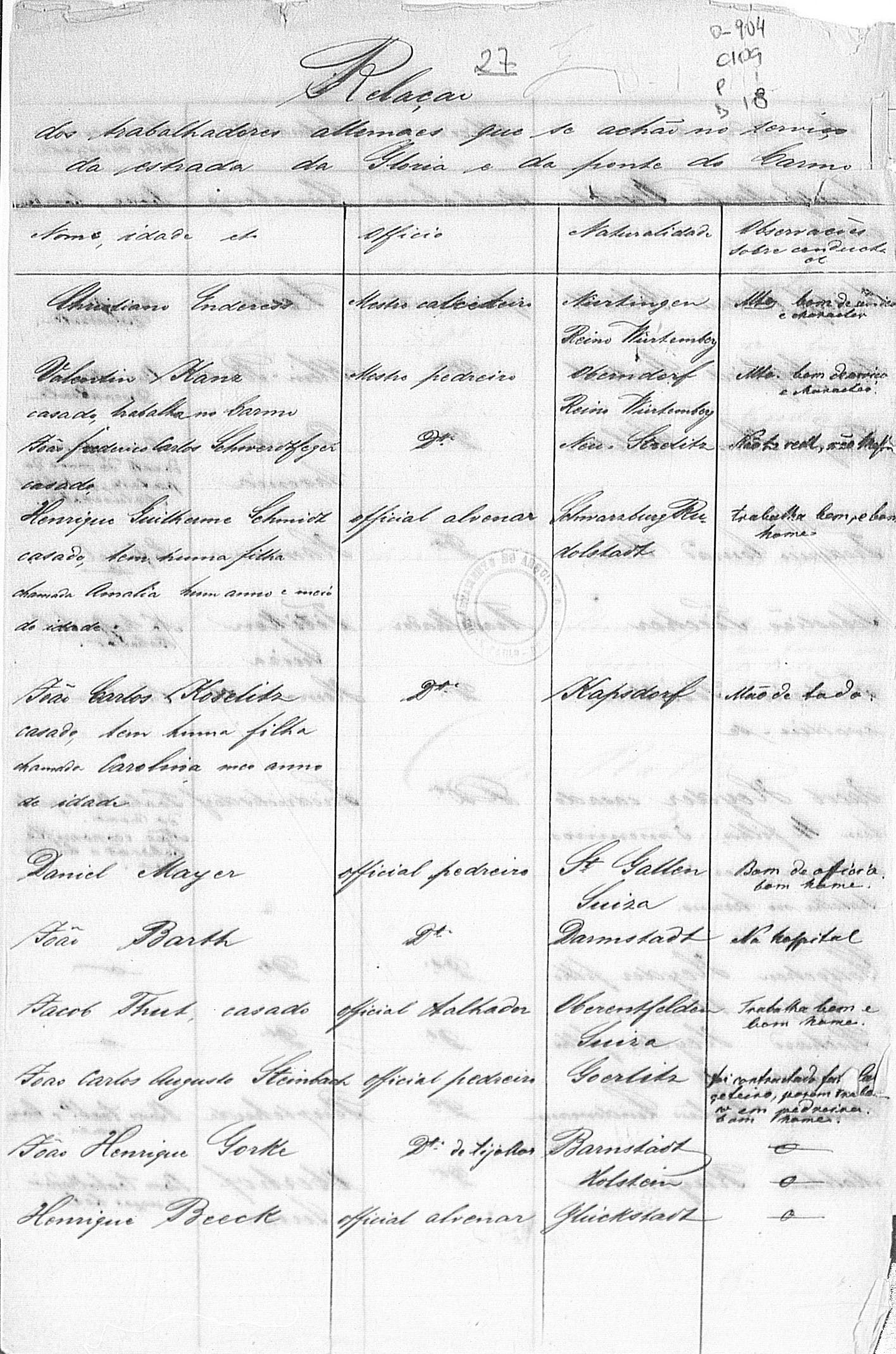
Relatório de alemães na obra da rua da Glória, na Liberdade 1856
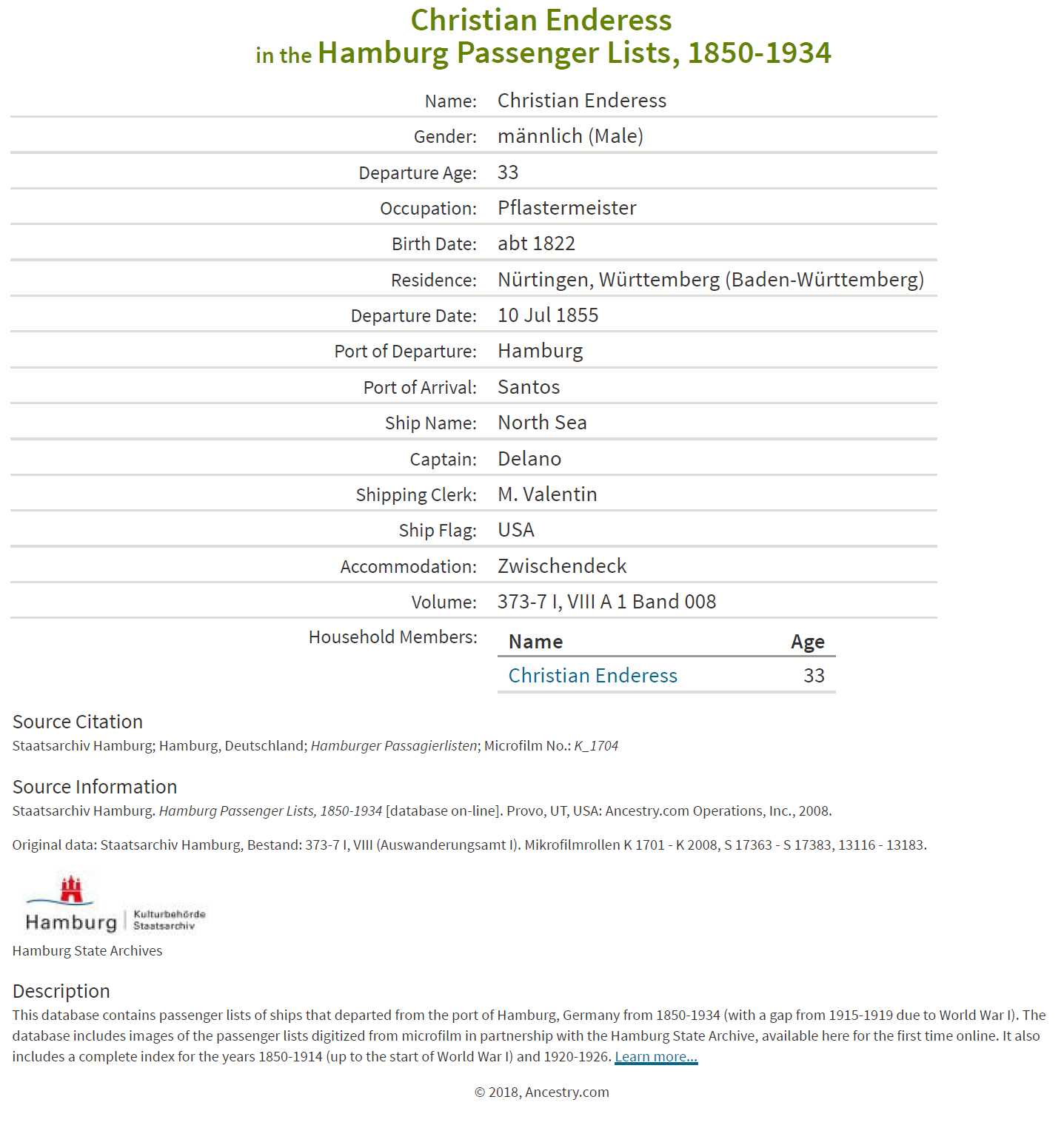
Hamburg Passenger Lists, 1850-1934
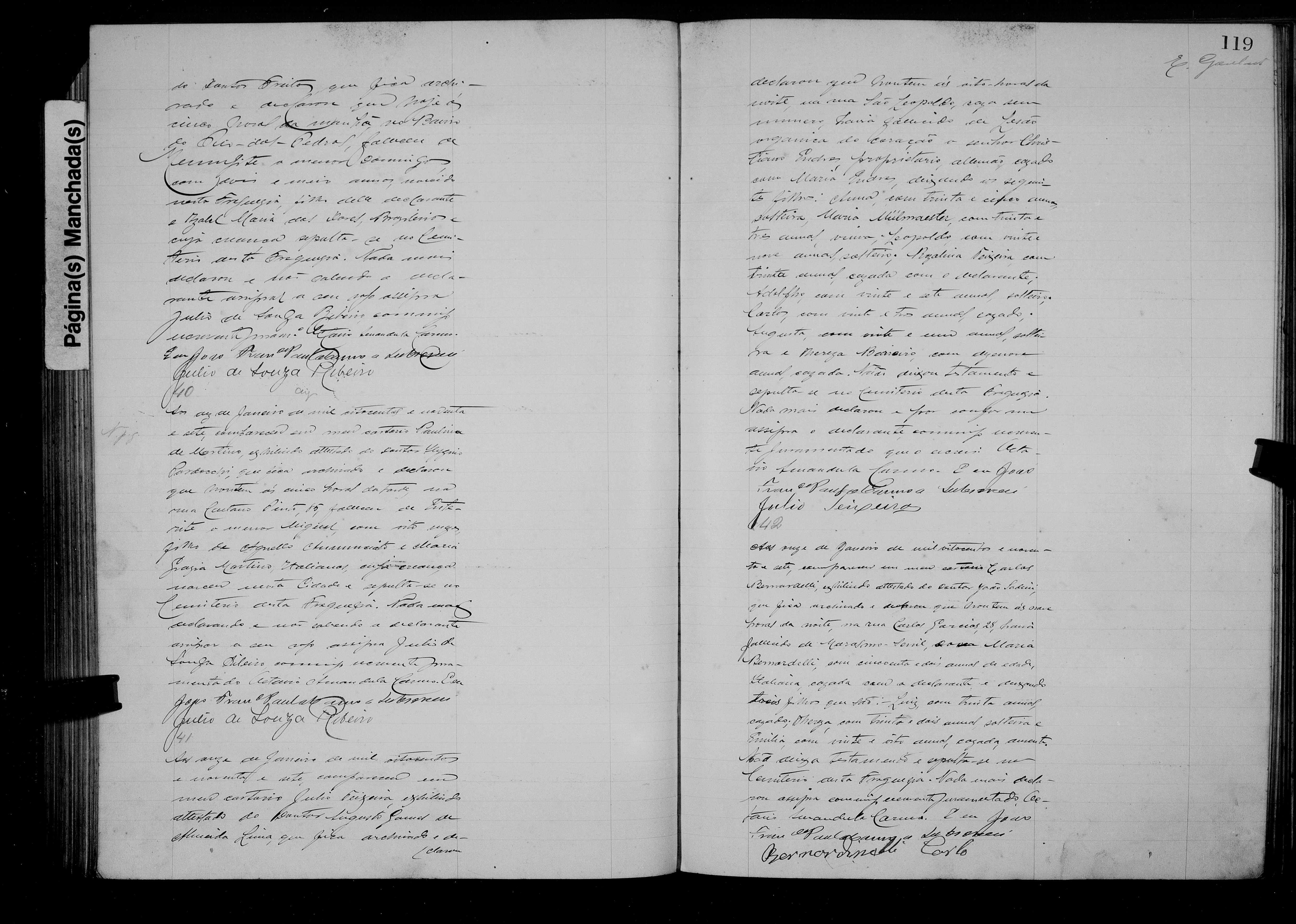
Registro de óbito de Christiano Endres - Cartório do Brás
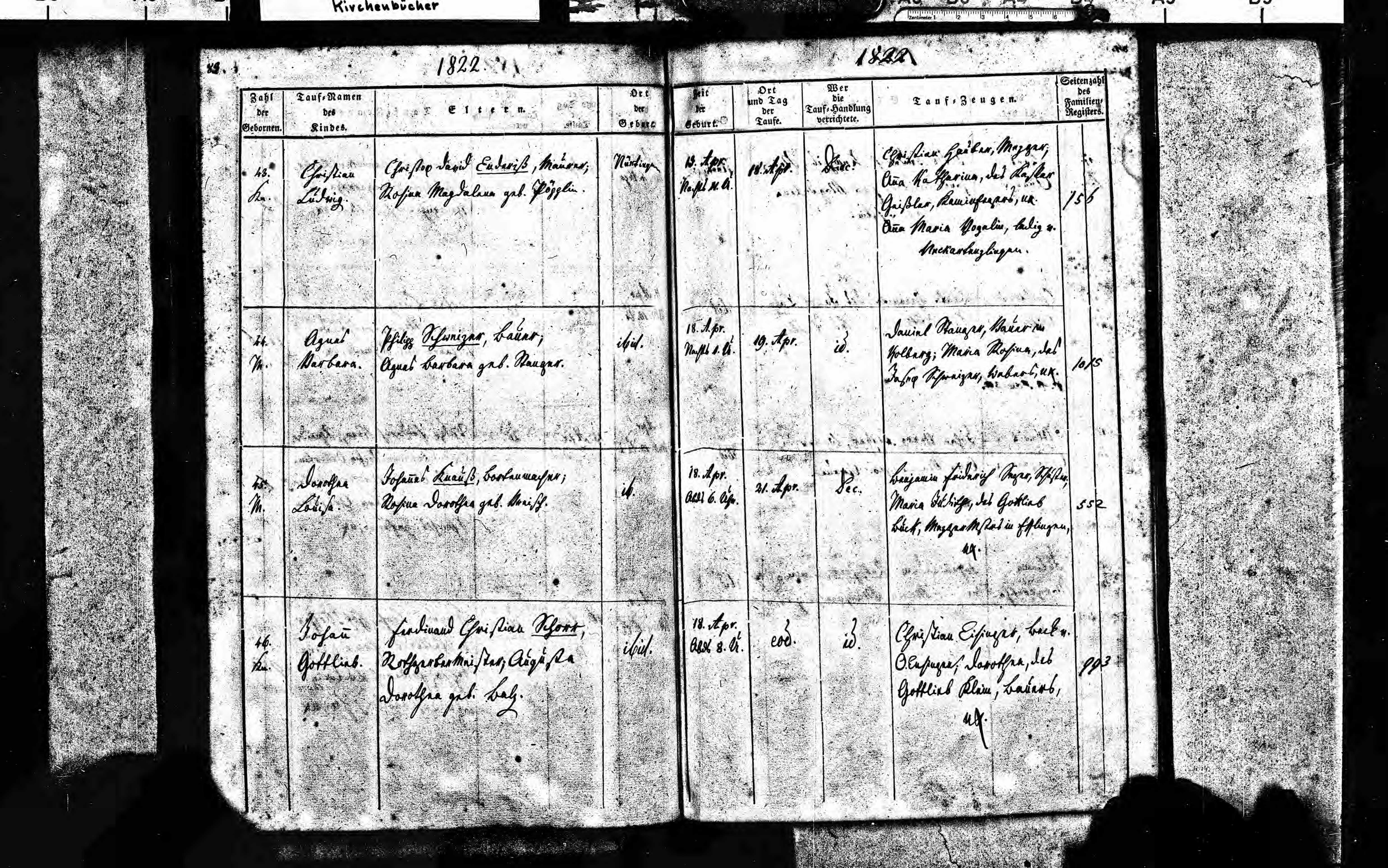
Registro de batismo na Alemanha de Christiano Endres